# Glaselektrode

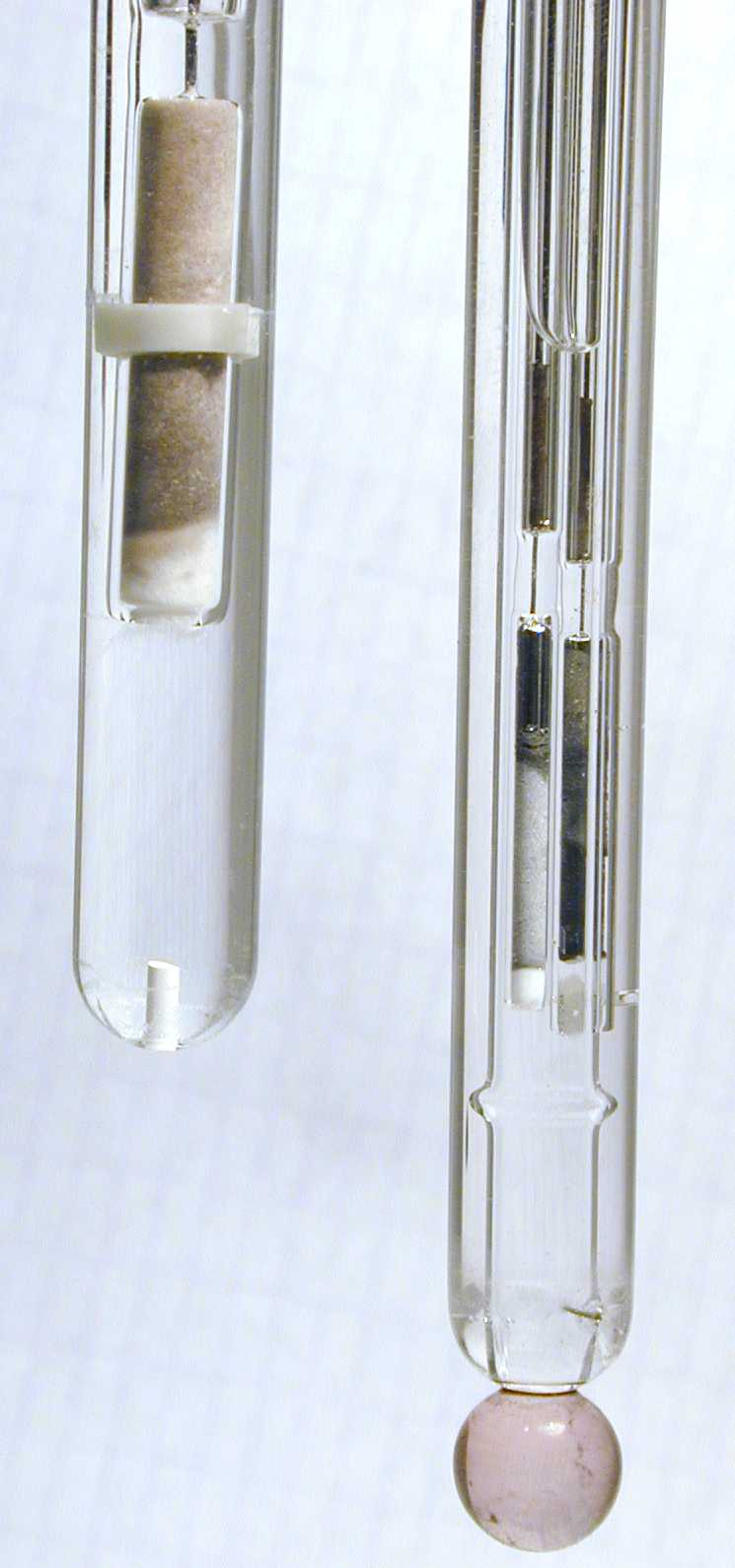
Einstabmesskette (rechts)

Schematischer Aufbau einer Einstabmesskette.

Die Glaselektrode ist die häufigste Variante einer pH-Elektrode und wird eingesetzt zur pH-Wert-Messung, d. h. zur Bestimmung der Aktivität der Wasserstoffionen.
Die Glaselektrode ist in der täglichen Laborpraxis geeigneter als die Wasserstoffelektrode, außerdem basieren auf ihr alle genormten Verfahren. Das Potential, das sich an einer Glaselektrode einstellt, hängt ab von der Wasserstoffionenaktivität und folgt in einem idealen System der Nernst-Gleichung. In der Laborpraxis liegt ein solches System allerdings nicht vor, sodass die Glaselektrode mit Pufferlösungen, deren pH-Werte bekannt sind, kalibriert werden muss, um einen Zusammenhang zwischen der gemessenen Spannung und dem pH-Wert der Probenlösung herzustellen. Um die Messabweichung zu minimieren, sollte der erwartete pH-Wert der Probenlösung dabei zwischen den pH-Werten der verwendeten Pufferlösungen liegen.
Prinzipiell sind zur pH-Messung zwei Elektroden notwendig, die Bezugselektrode und die Glaselektrode selbst. Meistens wird jedoch eine Bauform gewählt, bei der beide Elektroden in einer Einstabmesskette vereint sind. Da die Temperatur ein wichtiger Parameter für die pH-Wert-Messung ist, ist in die Einstabmesskette oftmals auch ein Temperatursensor integriert. Entsprechende Elektroden werden oftmals als 3-in-1-Elektroden bezeichnet.

## Die kombinierte Glaselektrode
Die Einstabmesskette ist aufgebaut aus einem inneren Rohr und einem äußeren Mantel. Die gesamte Einstabmesskette wird in die zu messende Lösung getaucht, so dass diese Mantel und Rohr von außen umgibt (in der Abb. nicht dargestellt).
Der äußere Mantel dient als Referenzelektrode (Silber-Silberchlorid-Elektrode) und besteht aus einem Silberdraht, Silberchlorid und einer Elektrolytlösung (meist Kaliumchlorid, KCl). Die äußere Referenzelektrode steht über ein Diaphragma (meist Platinschwamm oder poröse Keramik) in elektrischem Kontakt mit der Messlösung, wobei das Diaphragma Stoffaustausch mit der Messlösung weitgehend unterbindet, um das Potential der Referenzelektrode nicht durch Fremdionen zu verändern.
Das innere Rohr dient als Messelektrode ("Messstab") und besteht aus Silberdraht, Silberchlorid und Kaliumchloridlösung, die zusätzlich noch einen auf pH 7 eingestellten Puffer (Phosphatpuffer) enthält. Die Messelektrode steht durch eine sehr dünne Glasmembran (≈ 50 µm) in leitender Verbindung mit der Messlösung, an der das zur pH-Messung verwendete Potential entsteht.
Daraus ergibt sich die elektrochemische Reihe:
Ag | AgCl | KCl-Lösung || Glasmembran || Messlösung || Diaphragma || KCl-Lösung | AgCl | Ag
Vereinfacht entsteht das Potential der Glaselektrode wie folgt:
Die Natrium- und Lithiumionen in der Glasmembran sind relativ frei beweglich, für Wasserstoffionen ist die Membran aber undurchlässig. Dennoch können die Wasserstoffionen Gitterplätze an den Sauerstoffanionen der unterkühlten Silikatschmelze einnehmen (siehe Chemischer Aufbau von Glas), da diese bei Kontakt mit der wässrigen Lösung an der Oberfläche beginnt aufzuquellen.
- Ein niedriger pH-Wert der Messlösung hat zur Folge, dass die Wasserstoffionen die Gitterplätze bevölkern, und Natrium- und Lithiumionen in die Membran „zurückdrängen“. Da diese in der Membran frei beweglich sind, werden sie tendenziell auf die Innenseite der Membran verschoben, die gemessene Potentialdifferenz entsteht.
- Bei einem hohen pH-Wert überwiegt die Wasserstoffionenkonzentration im Inneren des Messstabes, der beschriebene Prozess läuft in anderer Richtung ab, das Potential entsteht mit anderem Vorzeichen.

## Bauteile
Glaselektroden bestehen aus drei wesentlichen Bauteilen:
- der Glasmembran
- dem Innenpuffer
- der Messelektrode.

### Glasmembran
Während der Innenpuffer und die Messelektrode universell einsetzbar sind, müssen Form und Eigenschaft der Glasmembran entsprechend dem jeweiligen Probentyp gewählt werden. Wichtige Kriterien sind:
- die Konsistenz
- das Volumen und
- die Temperatur der Probe,
- der erwartete Messbereich
- die Konzentration der Ionen in der zu messenden Lösung.

Darüber hinaus sollte auch die Zusammensetzung des jeweiligen Membranglases bei der Auswahl der Elektrode berücksichtigt werden, insbesondere wenn stark alkalische Lösungen gemessen werden sollen.
Standardmäßig haben Glasmembranen eine zylindrische Form, die allerdings nicht für alle Proben geeignet ist. So sind für Proben mit niedrigen Temperaturen kugelförmige Glasmembranen aufgrund ihrer Kontraktionsbeständigkeitvorzuziehen; für geringe Volumina bietet sich eine Halbkugelform an. Einstichelektroden verfügen  über robustere Nadelmembranen und Elektroden für Oberflächenmessungen über Flachmembranen.

## Verwendung und Einsatzgebiete
Die Glaselektrode darf niemals längere Zeit trocken oder in destilliertem Wasser, sondern sollte in einer 3-molaren wässrigen KCl-Lösung gelagert werden. Einsatzgebiete sind:
- Messung des pH-Wertes im Labor
- Online-Messung des pH-Wertes im industriellen Prozess, z. B. in der Chemie, Biotechnologie, Wasser- und Abwasserbehandlung, Lebensmittelindustrie, der Getränkeindustrie etc.
- Durchführung von Säure-Base-Titrationen
- pH-Wert-Bestimmung in Aquarien.